# ヨハネス・ファン・ヘーク
ヨハネス・ファン・ヘーク（Johannes van Heeck、1579年2月2日 - 1620年頃）はオランダ生まれの医師、博物学者、錬金術師、占星術師である。イタリア、ドイツなどを遍歴したので、名はJohann Heck、Joannes Eck、Johannes Heckius、Johannes Eckius 、Giovanni Ecchioなど、さまざまな名で知られる。フェデリコ・チェージ、アナタシオ・デ・フィリス、フランチェスコ・ステルッティとともにアッカデーミア・デイ・リンチェイの設立者となった。

## 略歴
デーフェンテルの裕福なカトリックの商人の家に生まれた。父親は1587年から1591年の間、市の議員で、1591年にオラニエ公マウリッツが率いる、プロテスタントの軍がデーフェンテルを占領すると迫害を受けることになったので、ヨハネス・ファン・ヘークはデーフェンテルで、古典語や神学、天文学、占星術の教育を受けた後、イタリアに送られ学問を続けることになった。
ミラノ、パルマ、フェラーラ、ヴェネツィア、ボローニャ、ローマを旅し、スポレートで、ジェローシ伯爵（Count Gelosi）の屋敷にしばらく留まった。伯爵とは終生交流し、その屋敷にはファン・ヘークの草稿が残され博物館が作られている。
ペルージャ大学で医師の資格を取り、医師を開業した。フェデリコ・チェージとの交流の始まりにはつぎのようなエピソードが伝えられている。スカンドリーリアで開業していた時、貧しい患者に、薬草で治療し、地元の薬種商と紛争を起こし、夜中に1人で馬で進んでいる時に襲われ、反撃して相手を傷つけ、その後襲撃者が死亡したため、逮捕され有罪になったのを富裕な名門の子息のチェージはステルッティを派遣して、釈放させ、ローマの自分の家に招いたという。
チェージの屋敷でのチェージ、デ・フィリス、ステルッティとの交流は1603年8月に、アッカデーミア・デイ・リンチェイの設立をもたらすが、メンバーの中で、すでに医師、著作者として評判の高かったファン・ヘークが指導的な立場にあったと思われる。チェージの父親のアックアスパルタ侯爵（Duke of Acquasparta）はアッカデーミア・デイ・リンチェイの活動のチェージへの悪影響を懸念し、1604年の春にファン・ヘークをローマから退去させ、ファン・ヘークはヨーロッパ各地を旅することになった。シエナ、ピサ、フィレンツェ、ミラノ、トリノを旅し、トリノの思想家、ジョバンニ・ボッテーロと知り合ったりした。さらにアルプスを越え、イングランド、ノルウェー、フランス、ポーランド、ドイツ、ボヘミアを旅した。この旅の間、チェージは錬金術や自然科学に関する珍しい書籍を購入するためにファン・ヘーク定期的に資金を送り、集められた書籍、博物標本などはアッカデーミア・デイ・リンチェイの資料に加えられた。さらに地方の知識人にアッカデーミア・デイ・リンチェイの宣伝をした。
数ヶ月の旅の後、ルドルフ2世の保護により多数の学者、芸術家が集まっていたプラハに住むことになった。ルドルフ2世はアッカデーミア・デイ・リンチェイの活動に興味を持ち、博物学的珍品を集めた「驚異の部屋」を作っていた。
1604年10月に目視観測できた超新星（SN 1604）が現れた。ケプラーが、詳しく研究したため「ケプラーの新星」とも呼ばれる新星について、ファン・ヘークも、ケプラー、ルドヴィコ・デレ・コロンベとともにこの新星に関する論文を書いた。チェージに送られた論文はケプラーを含む他の天文学者の非難を含むものだったので、チェージによって修正され発表された。この修正がチェージとの関係を悪化させたのか1605年10月にいったんイタリアに戻るが、再び翌年ローマを出た。1608年にはマドリードで、フランシスコ・エルナンデス・デ・トレドがメキシコで集めた植物を研究した。1610年にチェージの父親が没して、ローマでの活動がより自由になったにもかかわらずローマでは活動しなかった。1614年にアカデミーの会議にでて、1616年の会議に精神的不調で会議への出席が拒絶された記録以降、ファン・ヘークの活動は殆ど知られなくなった。アッカデーミア・デイ・リンチェイの活動は、ジャンバッティスタ・デッラ・ポルタらのより有名な学者が主導していくことになった。

## 著作

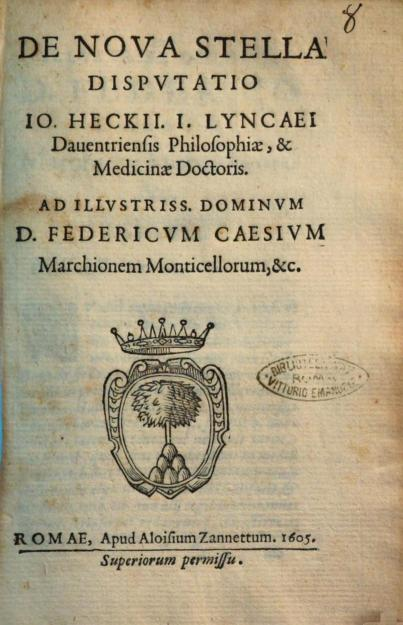
De Nova Stella Disputati

- De nova stella disputatio. Aloisius Zannettus, Rome 1605
- Disputatio de peste et quare praecipue grassatur tot ab hinc annis in Belgio, Deventer 1605 ('Discourse on the Plague, From Whence It Came Why It Lasted So Many Years in The Netherlands')
- Itineraris de septentrionales fructus ('Fruits of a Journey in the North')
- De mundi pernicie et haereticorum insania, quae in hac mundi senecta apud Belgas maxima est ('On the Destruction of the World and the Mania of Heretics, which in This Age of the World is Greatest in the Netherlands')[15]